# Heru
heru es una plataforma mexicana de soluciones fiscales enfocada en emprendedores, freelancers y profesionales independientes. Su sede central está ubicada en Ciudad de México, México.

## Historia
Heru fue fundada en 2020 con el objetivo de democratizar el acceso a servicios fiscales profesionales para emprendedores, freelancers y pequeños negocios en México. La compañía evolucionó desde sus inicios como una aplicación de cálculo de impuestos hasta convertirse en una plataforma integral para la gestión fiscal de regímenes como Plataformas Tecnológicas, RESICO y Actividad Empresarial.
A lo largo de estos años, heru ha recibido importantes rondas de inversión que han impulsado su crecimiento en equipo, tecnología y alcance de mercado. La empresa también ha establecido alianzas con diversas plataformas digitales, permitiéndole ofrecer soluciones más adaptadas a las necesidades específicas de sus usuarios.
Inicialmente, heru centró sus operaciones en brindar apoyo físico a trabajadores de plataformas digitales, ofreciéndoles espacios con servicios esenciales como mantenimiento de bicicletas, recarga de dispositivos móviles y áreas de descanso. Sin embargo, tras una estrecha interacción con sus usuarios, detectó una necesidad crítica: resolver la falta de conocimiento y las dificultades relacionadas con sus obligaciones fiscales, especialmente tras los cambios regulatorios del Servicio de Administración Tributaria (SAT).
Este giro estratégico permitió a heru posicionarse como un referente en tecnología fiscal en México.

## Productos y servicios
Heru ofrece una variedad de soluciones diseñadas para emprendedores, freelancers y profesionales independientes en México, entre las que destacan:
Declaración de impuestos: Servicio automatizado que simplifica el proceso de declaración mensual de impuestos, calculando el monto exacto a pagar según el régimen fiscal del usuario.
Declaración anual: Asistencia para la preparación y presentación de la declaración anual, maximizando deducciones y asegurando el cumplimiento normativo.
Asesoría fiscal personalizada: Acceso a expertos fiscales que brindan orientación específica y personalizada según las necesidades de cada usuario.
La plataforma también ofrece funcionalidades como el registro automático de ingresos y gastos, emisión de facturas, cálculo de deducciones aplicables y recordatorios de fechas fiscales importantes.

## Reconocimientos
En 2022, heru fue reconocida por Forbes como una de las 100 startups de mayor crecimiento en México.

## Panorama de la industria
El mercado de servicios fiscales digitales en México ha crecido rápidamente en los últimos años, impulsado por la digitalización de procesos en el SAT y una mayor conciencia fiscal entre los contribuyentes.
Sin embargo, el sector enfrenta retos como los frecuentes cambios en la legislación fiscal y la complejidad en los procesos de declaración. Estas condiciones han impulsado a heru a innovar constantemente, simplificando el cumplimiento fiscal y brindando soluciones accesibles para sus usuarios.

## Crecimiento y futuro
Heru ha demostrado un crecimiento notable en su base de usuarios y la diversificación de sus servicios. Se espera que continúe expandiendo su impacto a medida que más mexicanos busquen alternativas digitales accesibles para gestionar sus obligaciones fiscales.
Entre sus planes futuros se encuentran el desarrollo de nuevas herramientas tecnológicas, la expansión de su oferta de servicios fintech y la mejora continua de la experiencia de usuario, con el objetivo de hacer que los impuestos sean más simples y menos intimidantes para todos los contribuyentes.